# Sainte-Tréphine
Sainte-Tréphine (bretonisch Sant Trifin) ist eine französische Gemeinde mit 187 Einwohnern (Stand: 1. Januar 2022) im Département Côtes-d’Armor in der Region Bretagne. Sie gehört zum Arrondissement Guingamp und zum Kanton Rostrenen. Zudem ist der Ort Mitglied des 1993 gegründeten Gemeindeverbands Kreiz-Breizh. Die Einwohner werden Tréphinois(es) genannt.

## Geographie
Sainte-Tréphine liegt etwa 39 Kilometer südwestlich von Saint-Brieuc im Südwesten des Départements Côtes-d’Armor am Fluss Sulon.

## Bevölkerungsentwicklung
| Jahr                       | 1793 | 1806 | 1821 | 1831 | 1851 | 1881 | 1911 | 1926 |
| Einwohner                  | 727  | 639  | 651  | 851  | 791  | 797  | 690  | 649  |
| Jahr                       | 1962 | 1968 | 1975 | 1982 | 1990 | 1999 | 2006 | 2012 |
| Einwohner                  | 404  | 364  | 334  | 301  | 223  | 214  | 207  | 217  |
| Quellen: Cassini und INSEE |      |      |      |      |      |      |      |      |

## Sehenswürdigkeiten

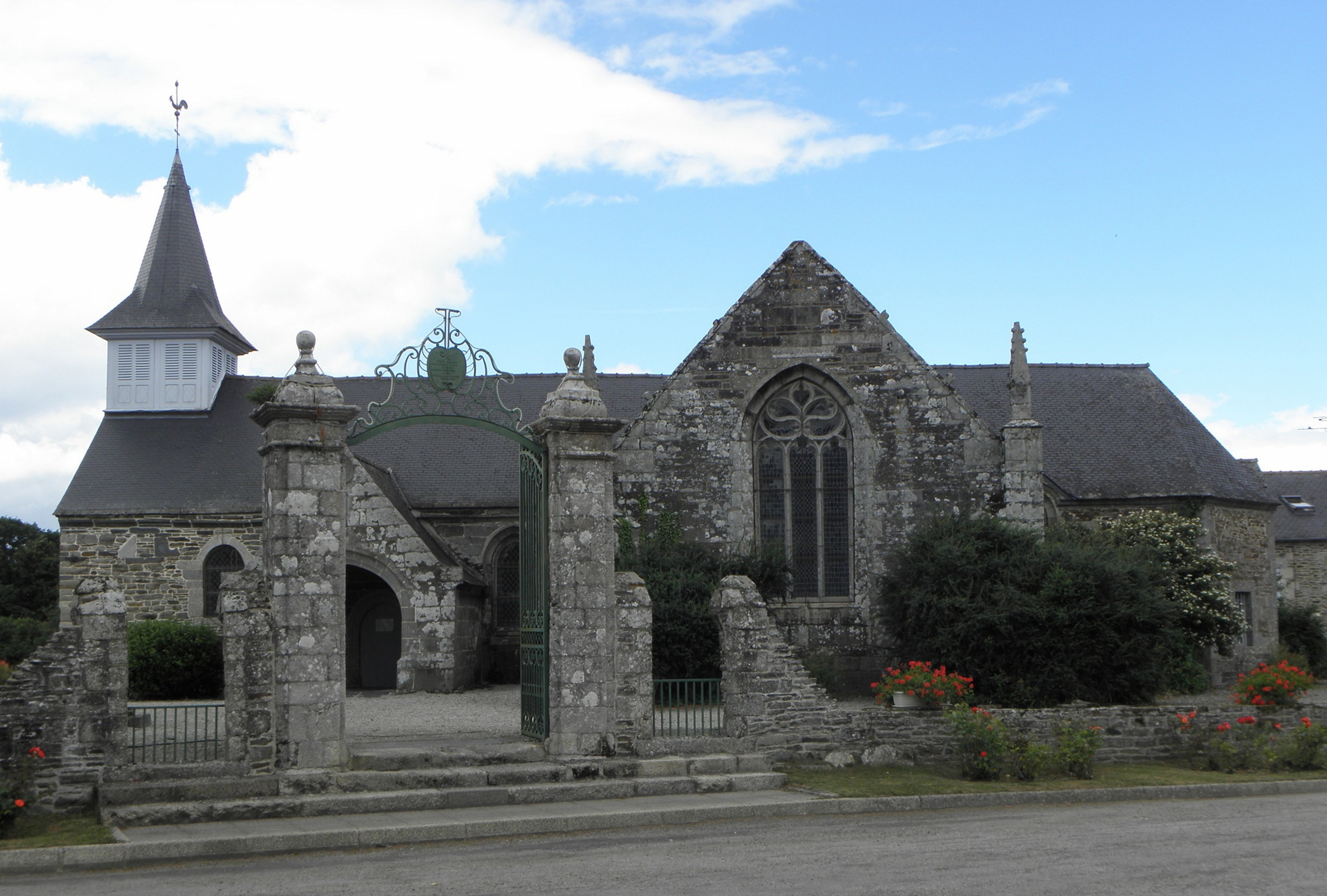
Kirche Sainte-Tréphine

Siehe auch: Liste der Monuments historiques in Sainte-Tréphine

## Persönlichkeiten
- Yann-Fañch Kemener (1957–2019), Sänger traditioneller bretonischer Musik und Musikethnologe